# 에드먼드 딘 모렐
에드먼드 딘 모렐(영어: Edmund Dene Morel, 1873년 7월 10일 ~ 1924년 11월 12일)은 프랑스 태생의 영국의 언론인, 평화운동가, 정치인이다. 로저 케이스먼트와 함께 콩고개혁협회를 설립하여 콩고 자유국에서 압제와 학살을 자행하던 레오폴 2세의 만행을 폭로하고 그 실체를 밝혔다. 제1차 세계 대전 때는 평화운동의 중심 인물로 활약했고, 나중에는 독립노동당에 입당했다. 버트런드 러셀은 모렐을 일컬어 “정치적 진실을 추구하고 주장하기 위하여 그만큼 영웅적 우직함을 발휘한 인물은 내가 아는 사람 중에는 없다”고 평가했다.